# Kościół św. Mikołaja w Lüneburgu
Kościół św. Mikołaja w Lüneburgu (niem. St. Nicolai (Lüneburg)) – kościół ewangelicko-luterański położony w centrum Lüneburga. Najmłodszy i najmniejszy spośród trzech głównych kościołów lüneburskiego Starego Miasta. Został zbudowany w latach 1407–1440 w stylu północnoniemieckiego gotyku ceglanego jako trzynawowa bazylika. Od 1530 (od zapanowania reformacji w mieście) stał się kościołem ewangelicko-luterańskim.

## Architektura

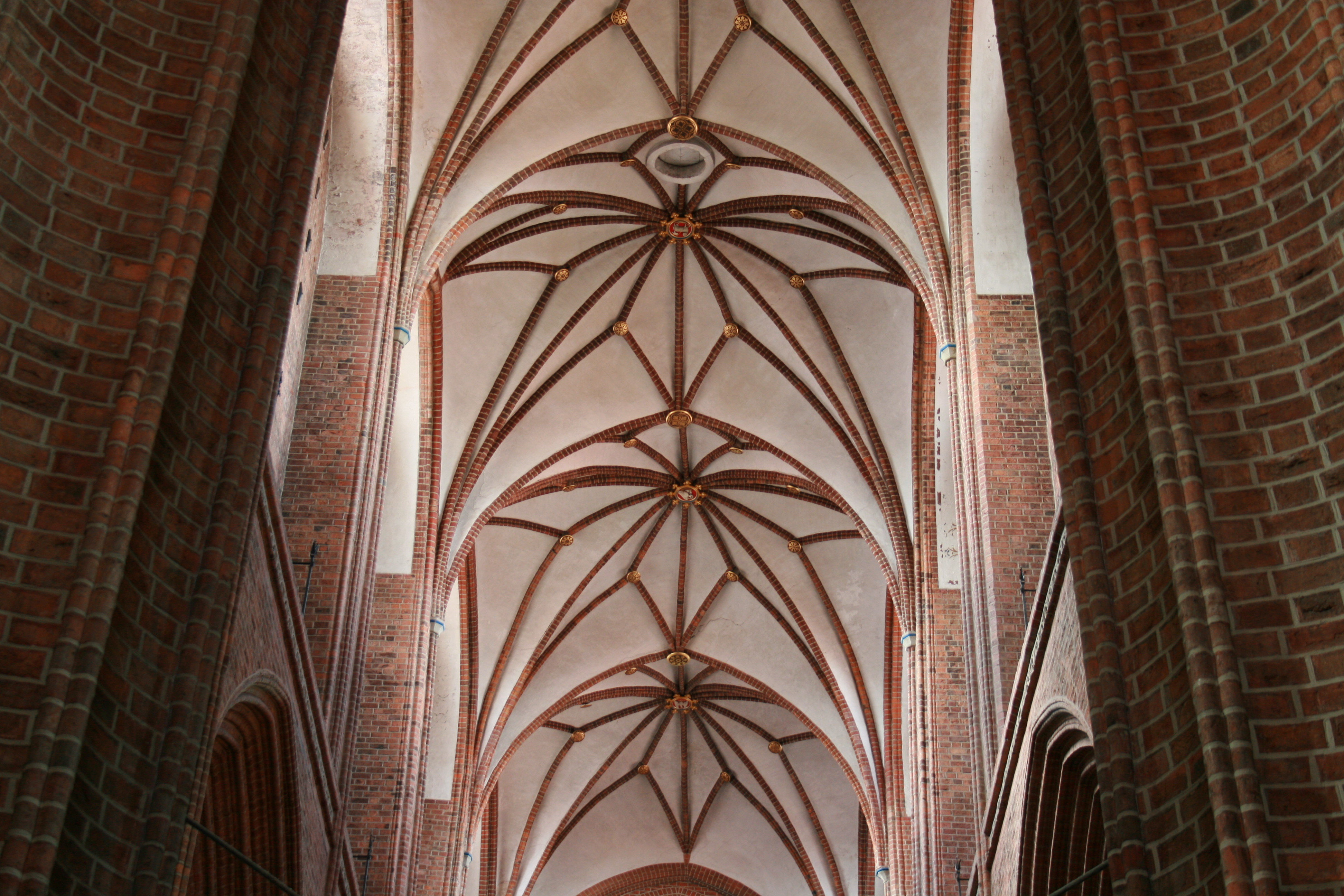
Sklepienia gwiaździste w nawie głównej kościoła św. Mikołaja.

Wnętrze kościoła św. Mikołaja wzorowane jest na rozwiązaniach zastosowanych w kościele Mariackim w Lubece. Godna uwagi jest zwłaszcza gotycka nawa główna, wysoka na 28,5 m i szeroka na ok. 7,5 m, mająca jedyne na terenie północnych Niemiec sklepienie gwiaździste złożone z ośmioramiennych gwiazd, będące przy tym jedynym elementem wystroju kościoła, który zachował średniowieczny charakter. Na pozostałej części kościoła silne piętno wycisnęły XIX-wieczne restauracje.
Na zewnątrz najbardziej rzuca się w oczy wysoka na 92,7 m wieża, zbudowana w latach 1831–1895 w stylu neogotyckim. Należy ona do najwyższych wież kościelnych na terenie Dolnej Saksonii. Na trzech stronach wieży, z wyjątkiem północnej, widnieją cyferblaty zegara wieżowego; od strony północnej nie było możliwe umieszczenie czwartej tarczy zegarowej, ponieważ znajdują się tam schody prowadzące na górę wieży.

## Wyposażenie

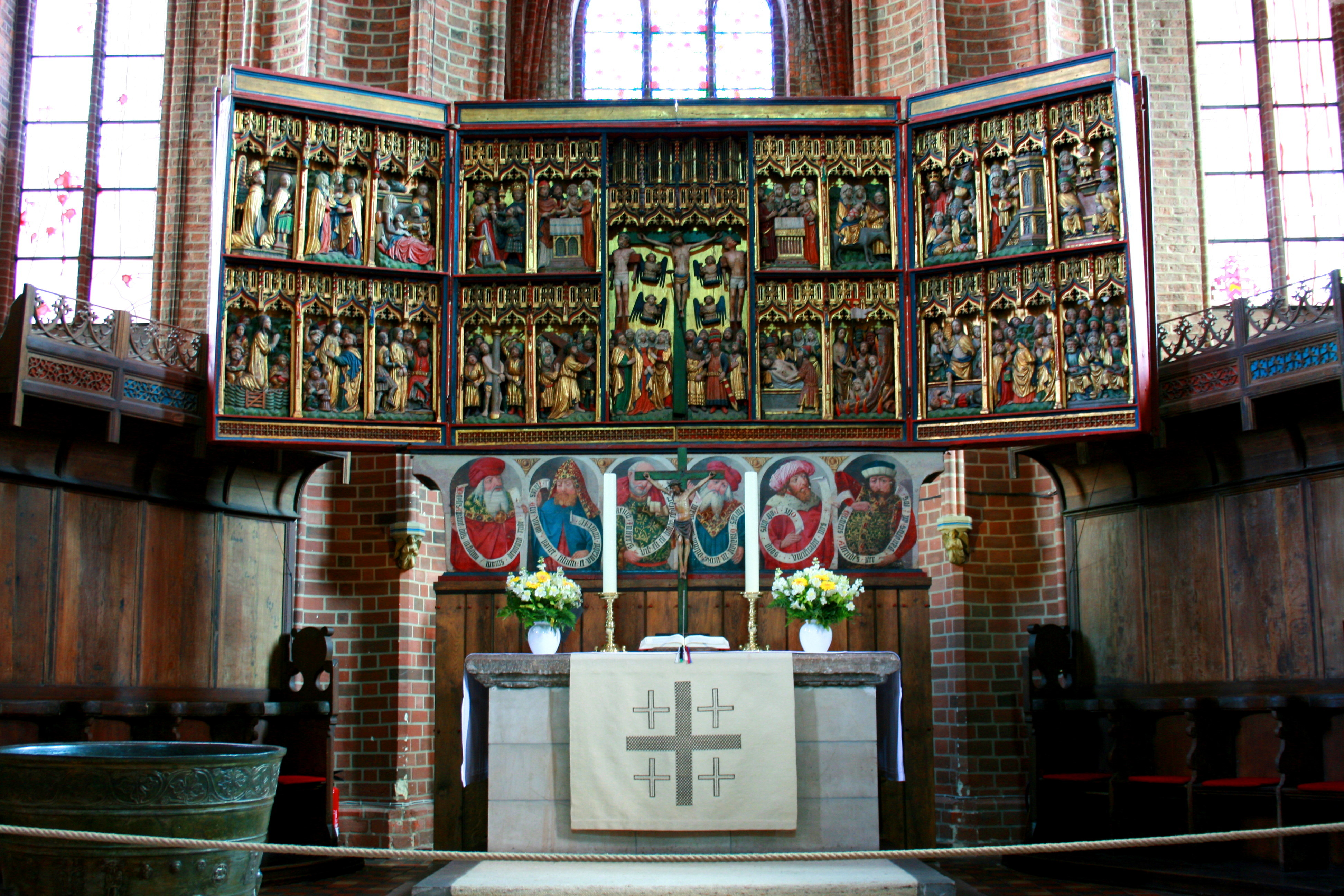
Ołtarz główny.

Kościół św. Mikołaja zawiera kilka arcydzieł malarstwa i sztuki snycerskiej epoki gotyku. Ołtarz główny z relikwiarzem z 1440 przeniesiony z byłego kościoła sw. Lamberta (wyburzonego w latach 1860/61), jest dziełem lüneburskiego mistrza Hansa Snitkera Starszego; malowidła na skrzydłach ołtarza są przypisywane hamburskiemu malarzowi Hansowi Bornemannowi. Na predelli widnieje cenne malowidło przedstawiające sześciu proroków.
W obejściu prezbiterium znajdują się pozostałości ołtarza głównego z byłego klasztoru sióstr cysterek w Heiligenthal. Reliefy na nim to dzieło miejscowych snycerzy z ok. 1425, malowidła ołtarzowe pochodzi z ok. 1450 i przedstawiają cztery sceny z życia św. Wawrzyńca i św. Andrzeja; na jednym z nich jest umieszczona panorama średniowiecznego Lüneburga. I te malowidła są również przypisywane Hansowi Bornemannowi.
Z lewej strony ołtarza glownego stoi chrzcielnica, dzieło mistrza Ulricusa z ok. 1325, pochodząca z rozebranego w 1651 kościoła św. Cyriaka.

### Dzwony

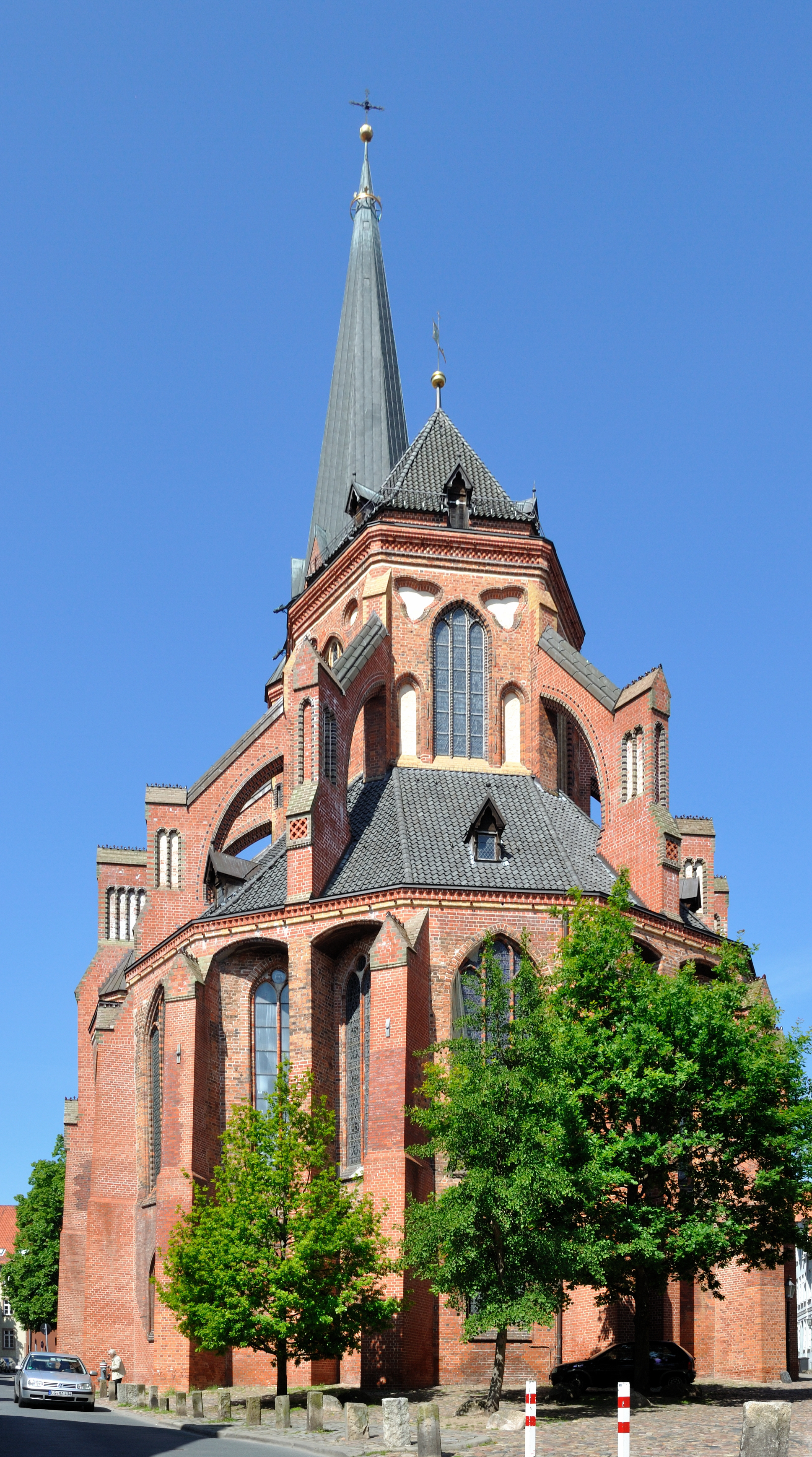
Widok z przodu.

Na wieży znajdują się dwa dzwony zegarowe – Katharinenschelle (z 1445) i Franziskusschelle (z 1516) – służące do wybijania godzin oraz trzy dzwony kościelne. Największy z nich, Marienglocke, ma wysokość tonu a0 i został odlany w 1491 przez holenderskiego ludwisarza Gerharda van Wou. Waży on ok. 4200 kg i pochodzi z byłego kościoła św. Lamberta. Mniejszy dzwon, zwany Leihglocke pochodzi z kościoła parafialnego w Fischhausen (byłe Prusy Wschodnie), został odlany w 1674 przez Davida Dornmanna i ma wysokość tonu e1.
24 lipca 2009 w ludwisarni Rinckera został odlany trzeci dzwon – Schifferglocke – mający wysokość tonu c1. Tony wszystkich dzwonów tworzą razem trójdźwięk gamy a-moll (a0– c1– e1).
4 października 2009 wszystkie trzy dzwony zabrzmiały po raz pierwszy razem.

## Znaczenie turystyczne kościoła św. Mikołaja
Podobnie jak kościół św. Jana i kościół św. Michała, również i kościół św. Mikołaja wzbudza zainteresowanie odwiedzających Lüneburg turystów. Wszystkie trzy kościoły stanowią wybitne dzieła gotyku ceglanego i dlatego miasto, w którym się znajdują, zostało umieszczone na trasie Europejskiego Szlaku Gotyku Ceglanego.
Kościół św. Mikołaja jest udostępniony do zwiedzania 7 dni w tygodniu, z wyjątkiem tych pór dnia, w których odbywają się nabożeństwa lub organizowane są wystawy.